# Банггор, Патрик
Патрик Банггор Йенсен (дат. Patrick Banggaard Jensen; родился 4 апреля 1994 года, Копенгаген, Дания) — датский футболист, защитник клуба «Сённерйюск».

## Клубная карьера
Банггор — воспитанник клуба «Вайле». В 2013 году Патрик перешёл в «Мидтьюлланн». 29 апреля 2013 года в матче против «Ольборга» он дебютировал в датской Суперлиги. 10 августа 2014 года в поединке против «Сённерйюска» Банггор забил свой первый гол за клуб. В 2015 году Патрик стал чемпионом Дании в составе «Мидтьюлланна».
В начале 2017 года Банггор перешёл в немецкий «Дармштадт 98». 18 марта в матче против «Вольфсбурга» он дебютировал в Бундеслиге. По итогам сезона клуб вылетел из элиты, но Патрик остался в команде.
В начале 2018 года Банггор на правах аренды перешёл в нидерландскую «Роду». 4 февраля в матче против АЗ он дебютировал в Эредивизи.

## Международная карьера
В 2011 году в составе юношеской сборной Дании Банггор принял участие в юношеском чемпионате мира в Мексике. На турнире он сыграл в матчах против команд Кот-д’Ивуара и Австралии.
В 2015 году в составе молодёжной сборной Дании Патрик принял участие в молодёжном чемпионате Европы в Чехии. На турнире он был запасным и на поле не вышел.
В 2017 году в составе молодёжной сборной Дании Бнггор принял участие в молодёжном чемпионате Европы в Польше. На турнире он сыграл в матчах против команд Италии, Германии и Чехии.

## Достижения
Командные
 «Мидтьюлланн»
- Чемпионат Дании по футболу: 2014/2015